# Вытроповщина
Вытроповщина (бел. Вы́трапаўшчына) — деревня в Молодечненском районе Минской области Беларуси. В составе Тюрлевского сельсовета.

## География
Ближайшие населённые пункты Коледино, Кукловщина, Менютки, Молодечно, Тюрли и др.

## История
До 12 июня 1958 года деревня входила в состав Хожовского сельсовета.

## Население

### Численность
- 2019 год — 710 жителей

### Динамика
- 1999 год — 551 жителей (перепись населения)
- 2009 год — 667 жителей (перепись населения)[4]
- 2019 год — 710 жителей (перепись населения)

## Улицы
- Бэзавая
- Горная
- Колединская
- Комсомольская
- Луговой переулок
- Новая
- Озерная
- Озерный переулок
- Октябрьская
- Садовая
- Сонечная
- Тюрлевская
- Цветочная